# Distribució de Laplace multivariant
En la teoria matemàtica de la probabilitat, les distribucions multivariables de Laplace són extensions de la distribució de Laplace i la distribució asimètrica de Laplace a múltiples variables. Les distribucions marginals de les variables de distribució de Laplace multivariables simètriques són distribucions de Laplace. Les distribucions marginals de les variables de distribució de Laplace multivariables asimètriques són distribucions de Laplace asimètriques.

## Distribució de Laplace multivariant simètrica
Una caracterització típica de la distribució de Laplace multivariant simètrica té la funció característica:
{\displaystyle \varphi (t;{\boldsymbol {\mu }},{\boldsymbol {\Sigma }})={\frac {\exp(i{\boldsymbol {\mu }}'\mathbf {t} )}{1+{\tfrac {1}{2}}\mathbf {t} '{\boldsymbol {\Sigma }}\mathbf {t} }},}
on {\displaystyle {\boldsymbol {\mu }}} és el vector de mitjanes de cada variable i {\displaystyle {\boldsymbol {\Sigma }}} és la matriu de covariància.
A diferència de la distribució normal multivariant, fins i tot si la matriu de covariància té zero covariància i correlació, les variables no són independents. La distribució de Laplace multivariant simètrica és el·líptica.

### Funció de densitat de probabilitat
Si {\displaystyle {\boldsymbol {\mu }}=\mathbf {0} }, la funció de densitat de probabilitat (pdf) per a una distribució de Laplace multivariant k -dimensional es converteix en:
Multivariate Laplace distribution
{\displaystyle f_{\mathbf {x} }(x_{1},\ldots ,x_{k})={\frac {2}{(2\pi )^{k/2}|{\boldsymbol {\Sigma }}|^{0.5}}}\left({\frac {\mathbf {x} '{\boldsymbol {\Sigma }}^{-1}\mathbf {x} }{2}}\right)^{v/2}K_{v}\left({\sqrt {2\mathbf {x} '{\boldsymbol {\Sigma }}^{-1}\mathbf {x} }}\right),}
on:
{\displaystyle v=(2-k)/2} i {\displaystyle K_{v}} és la funció de Bessel modificada del segon tipus.

## Distribució de Laplace multivariant asimètrica
Una caracterització típica de la distribució de Laplace multivariant asimètrica té la funció característica:

{\displaystyle \varphi (t;{\boldsymbol {\mu }},{\boldsymbol {\Sigma }})={\frac {1}{1+{\tfrac {1}{2}}\mathbf {t} '{\boldsymbol {\Sigma }}\mathbf {t} -i{\boldsymbol {\mu }}\mathbf {t} }}.}
Igual que amb la distribució de Laplace multivariant simètrica, la distribució de Laplace multivariant asimètrica té una mitjana {\displaystyle {\boldsymbol {\mu }}}, però la covariància esdevé {\displaystyle {\boldsymbol {\Sigma }}+{\boldsymbol {\mu }}'{\boldsymbol {\mu }}}. La distribució de Laplace multivariant asimètrica no és el·líptica tret que {\displaystyle {\boldsymbol {\mu }}=\mathbf {0} }, en aquest cas la distribució es redueix a la distribució de Laplace multivariant simètrica amb {\displaystyle {\boldsymbol {\mu }}=\mathbf {0} }.